# Station Méricourt-Ribémont
Station Méricourt-Ribémont is een spoorwegstation in de Franse gemeente Méricourt-l'Abbé.